# Locomotiva FS 560
Le locomotive gruppo 560 erano locomotive a vapore con tender, di rodiggio 2-2-0, che le Ferrovie dello Stato acquisirono dopo il riscatto della Rete Mediterranea. In precedenza costituivano il Gruppo RM 1701-1800.

## Storia
Le locomotive vennero costruite su progetto dell'Ufficio d'Arte di Torino a partire dal 1889, quando venne realizzato il prototipo, battezzato Giovanna d'Arco, nelle Officine Nuove di Torino. 
Le successive macchine, prodotte da varie fabbriche, furono 30 e vennero consegnate entro il 1900. Le locomotive vennero immatricolate nel gruppo RM 1701-1800 e trovarono impiego alla trazione dei treni viaggiatori veloci; in seguito alle immatricolazioni la Mediterranea, come di consueto, attribuì a ciascuna un nome proprio.. Le locomotive vennero divise tra gli impianti del nord-ovest italiano tra cui erano il deposito locomotive di Alessandria e quello di Voghera.
Nel 1905 in seguito al riscatto delle reti vennero immatricolate dalle Ferrovie dello Stato nel nuovo gruppo 560 FS.

## Caratteristiche
La locomotiva fu costruita con il rodiggio 2-2-0 piuttosto diffuso all'epoca del progetto; venne adottata una filosofia progettuale in grandi linee simile a quella del gruppo 510 FS, a vapore saturo e semplice espansione, a 2 cilindri esterni con distribuzione a cassetto e leveraggio di azionamento del tipo Gooch ma nel complesso il progetto ne fu un consistente miglioramento.
La locomotiva era costituita da un carro su cui erano disposte le due ruote motrici accoppiate di grande diametro (2.100 mm) e un carrello anteriore portante biassiale, con ruote da 974 mm in grado di ruotare sul proprio perno che a sua volta poteva traslare trasversalmente di 40 mm. La configurazione le permetteva di raggiungere la velocità di 100 km/h. Il passo rigido della macchina era di 2.600 mm mentre quello del carrello anteriore di 2.000 mm. La locomotiva 560 è stata la macchina con le ruote motrici più grandi tra quelle delle FS.
La caldaia della locomotiva aveva la lunghezza di 7.110 mm (uguale a quella delle 552 FS nelle unità 1, 8 e 11 mentre era lunga 7.478 mm nelle rimanenti unità. La prima conteneva 3,5 m³ di acqua e 2,15 m³ di vapore ed era tarata per una pressione massima di 12 bar, mentre la seconda conteneva un volume maggiore di acqua e di vapore, rispettivamente 3,63 m³ e 2,39 m³ ma la pressione massima in questo caso era minore: 11 bar eccetto che per le unità da 28 a 31, di costruzione Ansaldo, che avevano 12 bar di taratura. Anche il forno era di misura differente tra le tre serie: 2,33 x 1,2 m con superficie di griglia di 2,3 m², 2,3 x 1,061 m con griglia di 2,26 m² e 2,3 x 1,065 m con griglia di 2,26 m².
Variava anche il numero di tubi bollitori: 125, di diametro 65/60, per un totale di 152 m² di superficie tubiera di riscaldamento nella prima serie e 170 tubi, di diametro 50/45, per un totale di 91,34 m² di superficie riscaldante nelle rimanenti unità. La produzione oraria di vapore asciutto era rispettivamente di 7.000 kg o di 6.300 kg.
Anche il meccanismo motore era differente: il primo gruppo aveva 2 cilindri da 450 mm di diametro con una corsa di 600 mm; le altre unità avevano una corsa maggiore, 620 mm.
Le prestazioni delle locomotive variavano di conseguenza:

le prime tre sviluppavano 600 CV effettivi alle ruote motrici alla velocità di 60 km/h, con uno sforzo di trazione all'avviamento di 4.500 kg, massimo di 5.520 kg e continuo a velocità di 60 km/h di 2,730 kg.

Le unità rimanenti sviluppavano minor potenza effettiva, 560 CV, e minore sforzo di trazione massimo di 5.060 kg (eccetto le 4 Ansaldo che avevano 5.520 kg di sforzo massimo) ma migliorava leggermente lo sforzo di trazione all'avviamento che raggiungeva 4.550 kg (in virtù di una taratura leggermente maggiore del peso caricato per asse 15,9 t anziché 15,7) mentre quello continuo in marcia a 60 km/h era anch'esso minore, 2.500 kg.
Il sistema frenante in dotazione era differente tra le varie unità:

Il prototipo RM 1701 e le 4 unità Ansaldo (RM 1728-1731) erano dotati di freno ad aria compressa automatico e moderabile. Tutte le altre unità di solo freno automatico ad aria compressa ad eccezione delle unità da RM 1706 a 1714 che avevano anche il freno a controvapore. Tutte e 31 macchine erano dotate di dispositivi e accoppiamenti per la fornitura del riscaldamento a vapore delle carrozze.
Il tender accoppiato era a tre assi, uguale per le unità da 1 a 27 e maggiorato per le Ansaldo (unità da 28 a 31); nel primo caso trasportava 10 m³ di acqua e 3,5 t di carbone con una massa totale in servizio di 29 t. Differivano le ultime 4 locomotive avendo un tender da 12 m³ d'acqua e 4 t di carbone con una massa complessiva di 33 t. Ciò si traduceva in una maggiore autonomia delle macchine.

## Nomi attribuiti alle locomotive dalla Rete Mediterranea
- RM 1701: Giovanna d'Arco, Officine Meccaniche di Torino, 1888 (poi FS 560.001)
- RM 1709: Veturia , Costruzioni Meccaniche di Saronno, 1889 (poi FS 560.009)